# 網取

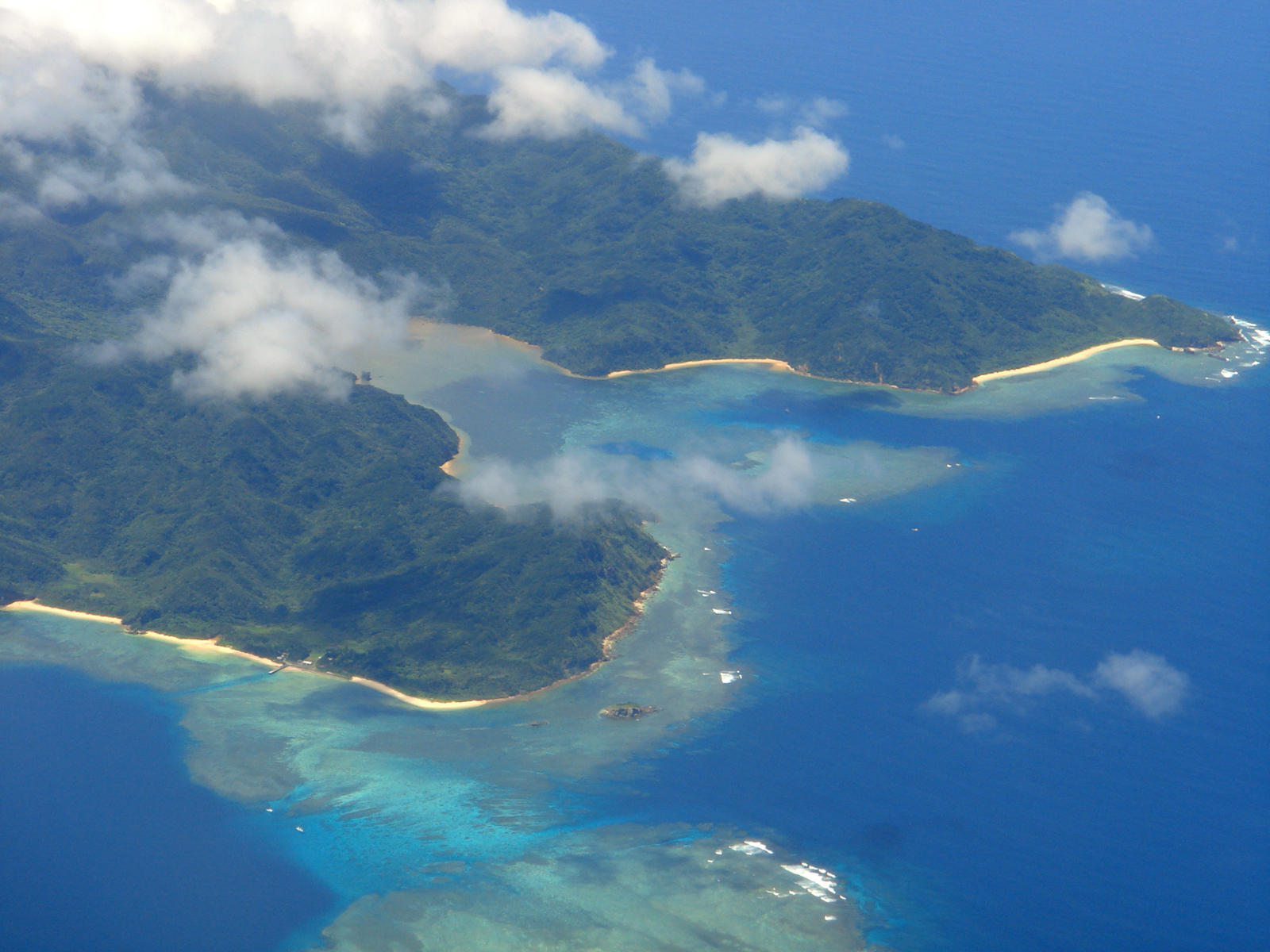
崎山半島。網取は手前左側に位置する。

網取（あみとり）は、沖縄県八重山郡竹富町の西表島南西部の地名。
現在、小字としての「網取」という地名は廃止されており、西表島南西部のいくつかの地域と併せて「沖縄県八重山郡竹富町字崎山」の一部となっている。

## 概要
西表島表島の南西部、網取湾に面する地域。網取遺跡からは大規模な貝塚が発見されており、相当に古い時期から集落が形成されていたと思われる。琉球王国時代は当初、祖納に置かれた番所の監督下に属していたが、後に鹿川と共に波照間島の島民を強制移住させた開拓村である崎山の番所へ管轄が移った。
太平洋戦争が終結し西表炭坑の採掘が中止された後は急速に衰退し、1971年（昭和46年）7月14日に廃村となった。沖縄返還後の1976年、東海大学が竹富町立網取小中学校の跡地を譲り受けて東海大学海洋研究所（現・東海大学沖縄地域研究センター網取施設）を開設。現在は同センターが集落の跡地を管理している。

## あんとぅりの碑
1996年、旧網取集落出身者が「うるち会」を結成。網取港に旧集落跡を示す「あんとぅりの碑」を建立した。

## 交通
道路が整備されていないため陸路で訪れることは出来ず、船をチャーターする必要が有る。以前は船浮海運が週1便のペースで網取と船浮集落を結ぶ連絡船を発着させていたが、2010年を以て廃止された。
石垣港発着で集落付近の網取湾をクルーズするツアーが観光会社により組まれている。